# Dambal
Dambal oder Dambala (Kannada ಡಂಬಳ) ist ein größeres Dorf mit rund 11.500 Einwohnern im indischen Bundesstaat Karnataka. Es ist bekannt wegen eines Hindu-Tempels aus dem beginnenden 12. Jahrhundert.

## Lage und Klima
Dambal liegt im Norden Karnatakas auf dem Dekkan-Plateau in einer Höhe von ca. 595 m; das Dorf befindet sich ca. 23 km (Fahrtstrecke) südöstlich der Distriktshauptstadt Gadag bzw. ca. 14 km südöstlich der Tempelstadt Lakkundi. Das Klima ist subtropisch warm; Regen fällt fast nur in den sommerlichen Monsunmonaten.

## Bevölkerung
Ca. 85 % der mehrheitlich Kannada sprechenden Bevölkerung sind Hindus und etwa 14 % sind Moslems; andere Religionsgruppen spielen in den ländlichen Regionen Indiens kaum eine Rolle. Der männliche und der weibliche Bevölkerungsanteil sind ungefähr gleich hoch.

## Wirtschaft
Die Umgebung von Dambal ist in hohem Maße landwirtschaftlich orientiert; im Ort selbst haben sich Handwerker, Händler und Dienstleister aller Art niedergelassen.

## Geschichte
Das Gebiet um Dambal gehörte im frühen Mittelalter zum Herrschaftsgebiet der frühen Chalukyas von Badami und der Rashtrakutas. Im 11. und 12. Jahrhundert kam der Ort unter den Einfluss der späteren Chalukyas von Kalyani, bis die Kalachuri und die Hoysala sukzessive die Macht übernahmen, denen im Jahr 1348 das Vijayanagar-Reich folgte, das selbst wiederum im Jahr 1565 in der Schlacht von Talikota den vereinigten Heeren der Dekkan-Sultanate unterlag. Diese waren jedoch untereinander zerstritten und so konnte der hinduistische Fürstenstaat von Mysore die Macht zeitweise übernehmen, die ihm jedoch von den Sultanen der Adil-Shahi-Dynastie von Bijapur streitig gemacht wurde. Von 1761 bis 1799 okkupierten Haidar Ali und Tipu Sultan, zwei quasi unabhängig regierende Generäle des Fürstenstaats Mysore, die Macht; danach dehnten die Briten ihren Einfluss auch auf Südindien aus.

## Sehenswürdigkeiten

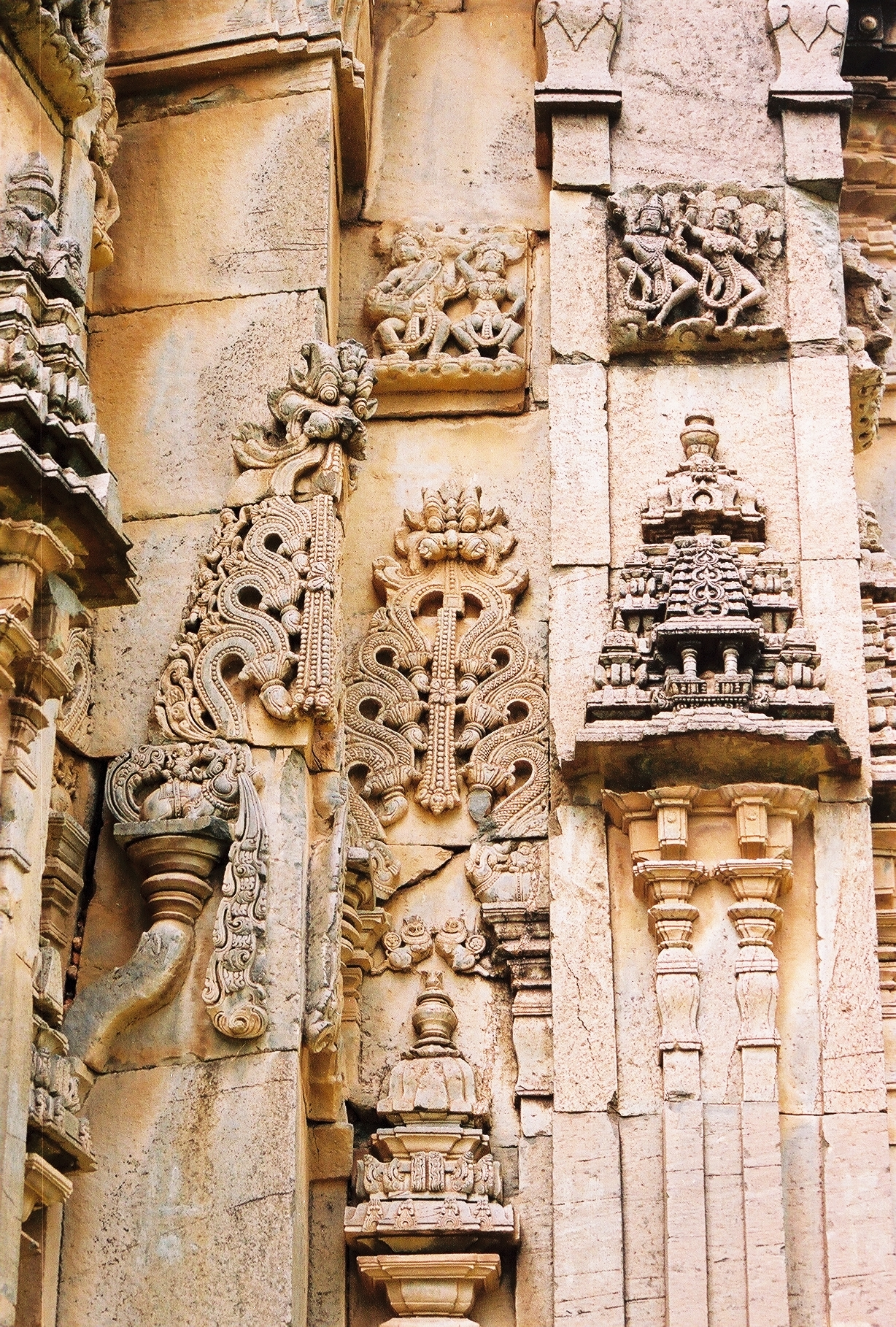
Außenwanddetails

- Bedeutendste Sehenswürdigkeit von Dambal (mittelalterlicher Name Dharmapura oder Dharmovolal) ist der dem Hindu-Gott Shiva geweihte und um das Jahr 1125 fertiggestellte Doddabasappa-Tempel. Er besteht aus vier ineinander übergehenden Bauteilen: Cella (garbhagriha), Vorraum (antarala oder sukhanasi), einer geschlossenen Vorhalle (mandapa oder navaranga)  und einem seitlich offenen Eingangsportikus. Der Tempel ruht nicht auf einer Umgangsplattform (jagati), so dass die rituelle Umschreitung (pradakshina) nur auf dem mit Steinplatten belegten Erdbodenniveau möglich ist. Die Außenwände des Baus sind reich gegliedert und ornamentiert (Nischen mit Baldachinen etc.), doch auffällig ist das Fehlen von Figuren, die möglicherweise nie vorhanden waren oder aber in islamischer Zeit zerstört wurden. Die wegen der vielen Abstufungen (rathas) im Grundriss nahezu sternförmig wirkende Cella wird überhöht durch einen horizontal gestuften Turmaufbau (vimana), dessen Spitze jedoch verschwunden ist. Die Specksteinsäulen der Vorhalle sind gedrechselt, ihre Sockelzonen sind reich beschnitzt; die Deckensegmente sind mit kleinen Rosetten verziert. Vor dem Eingang finden sich gleich zwei für einen Shiva-Tempel obligatorische liegende Nandi-Figuren. Auf einem mehrfach gestuften Sockel in der Cella steht ein aus schwarzem Stein gearbeiteter Lingam mit umschließender Yoni.
- Eine Inschriftenstele aus dem 12. Jahrhundert wurde in unmittelbarer Nachbarschaft zum Tempel aufgestellt.
- Eine später hinzugefügte Virabhadra-Statue befindet sich ebenfalls auf dem Tempelgelände.

Umgebung
- Etwa 500 m entfernt steht ein noch in Nutzung befindlicher, architektonisch ähnlicher Tempel ohne Dachaufbauten.
- Im Buschwald ca. 1 km außerhalb des Tempelbezirks wurde zu Beginn des 21. Jahrhunderts ein von zahlreichen Schreintempeln umstandener Stufenbrunnen (Jappadbavi Well) freigelegt und restauriert.